# Triancyra taniguchiae
Triancyra taniguchiae är en stekelart som först beskrevs av Tohru Uchida 1956.  Triancyra taniguchiae ingår i släktet Triancyra och familjen brokparasitsteklar. Inga underarter finns listade i Catalogue of Life.